# Halima Magazin
Das Halima Magazin war eine 1990 in Nürnberg gegründete Zeitschrift mit dem zeitweiligen Untertitel Fachzeitschrift für orientalischen Tanz. Sie wurde 2021 eingestellt.
Das Ziel von Gründerin Brigitte Baldinger war, dem orientalischen Tanz eine neutrale Presse-Plattform zu geben und einen Informationsaustausch auf breiter Ebene zu ermöglichen. 2016 gingen die Rechte an Ulrike Enussah Mimus über, die das Magazin während der COVID-19-Pandemie jedoch einstellte und die Rechte veräußerte. Wenngleich eine Wiederaufnahme geplant ist, sind bisher keine weiteren Ausgaben erschienen.

## Halima-Award
Die Gründerin des Halima Magazins, Brigitte Baldinger, rief erstmals 1998 den Halima-Award ins Leben, der seitdem alle zwei Jahre im Rahmen einer Benefizgala in der Stadthalle in Fürth verliehen wurde. Preisträger sind Menschen, die durch ihren Tanz, ihre Organisation, ihren Unterricht, ihre Fotografien oder auf andere Weise den orientalischen Tanz herausragend „nach vorne“ brachten.
Für den 5. Mai 2018 wurde erstmals eine fünfköpfige Jury bestimmt, die neben Eigenvorschlägen auch aus der „Oriental-Szene“ eingebrachte Vorschläge berücksichtigt und über die Preisvergabe entscheidet. Unter der Leitung der neuen Herausgeberin und Tänzerin Ulrike Mimus zählen die Veranstalterin Asmahan El Zein, die Künstlerin Eliana Hofmann, der Fotograf und Veranstalter André Elbing sowie der Dozent Said el Amir zu dieser Jury.